# 琴浦神社
琴浦神社（ことうらじんじゃ）は、兵庫県尼崎市琴浦町にある神社。祭神は嵯峨源氏の祖である源融である。

## 概要
琴浦の地名は、この神社のある付近だけ小高くなっており、海岸の景色がよそより優れているという意味の異浦とも呼ばれていた。境内には、一等水準点（点名：10699　標高：0.2276m）がある。
琴浦通り（尼崎市道第133号線；旧国道・中国街道）に面し、南に向いて本殿が建てられている。祭神の源融は光源氏のモデルともいわれ、寛平年間（889年 - 898年）に京都六条の河原院（現在の渉成園）という邸宅を造営し、陸奥国塩釜の風景を模して庭園をつくり、この地より、毎日20石の汐水を汲んで運び、塩を焼かせたという伝承に基づいている。 
なお、同じ尼崎市内にある潮江の素戔嗚神社も同様の由来を持つ。
また、境内には、毒蛇を防ぐという伝承のある白砂があり、遠くからも戴きに参拝する人があるほどだという。

## 交通
- 阪神電車 尼崎センタープール前駅から北へ300m
- 阪神バス 琴浦神社バス停